# Gustav Seyffarth
Gustav Seyffarth (né le 13 juillet 1796 à Uebigau, mort le 17 novembre 1885 à New York, États-Unis) est un égyptologue allemand.

## Biographie

### Formation
Fils du théologien luthérien Traugott August Seyffarth (de), il fréquente les écoles religieuses dirigées par son père. À 14 ans, il va à l'école Saint-Afre de Meissen près de Dresde. Il y perfectionne sa connaissance du latin et du grec et intègre avec un bulletin remarquable l'université de Leipzig. Il s'y inscrit en théologie. Quatre ans plus tard, il obtient une maîtrise et un doctorat.
Alors qu'il s'apprêtait à prendre un poste de professeur de théologie, il se met à étudier les langues orientales. En 1823, il reçoit l'autorisation d'enseigner. Il succède au philologue Friedrich August Wilhelm Spohn qui vient de mourir et reprend ses travaux de déchiffrement des hiéroglyphes égyptiens. Il tient à revoir les papyrus des musées d'Europe qui ont servi à ses travaux et, pour les déplacements nécessaires, reçoit une petite subvention du ministère de la Culture de la Saxe.

### Voyage en Europe et le «duel» avec Jean-François Champollion
Gustav Seyffarth se rend compte au cours de son voyage que les hiéroglyphes ne reproduisent ni un mot entier ni une lettre, mais des groupes de consonnes, qu'il qualifie de syllabes. Il transpose ces sémagrammes en une transcription moderne.
Il classe l’égyptien ancien comme précurseur du copte dans les langues sémitiques.
Gustav Seyffarth traduit le Canon royal de Turin. À Rome, en 1826, il rencontre Champollion et débat avec lui de la validité de leurs systèmes respectifs. Seyffarth restera persuadé toute sa vie que ses travaux sont les seuls à permettre la traduction des textes hiéroglyphiques.
Toutefois, l'examen des traductions qu'il propose dans ses Rudimenta hieroglyphices (1826) montre qu'il ne peut traduire correctement un texte hiéroglyphique.

### Archéologue à Leipzig et aux États-Unis
De retour à Leipzig, Seyffarth essaie de publier les résultats de ses voyages d'étude mais échoue. En 1830, il est nommé professeur associé d'archéologie à l'université de Leipzig, où il dirige les acquisitions en 1840 la première exposition du musée égyptien de l'université de Leipzig.
Il n'arrive pas à s'imposer contre le réseau d'égyptologues mis en place par l'État prussien sous la responsabilité de Christian Karl Josias von Bunsen et contre Champollion dans la représentation de l'égyptologie. Il a peu d'élèves, comme Maximilian Adolph Uhlemann (de).
Gustav Seyffarth est contraint de quitter l'université de Leipzig et émigre en 1854 aux États-Unis. Il travaille d'abord en tant que professeur à Saint-Louis. Depuis 1859, il vit à New York, où il étudie les objets égyptiens déjà présents et arrivant en Amérique.
En dépit de beaucoup d'efforts, Seyffarth n'arrive à rien face à la mise en place des établissements d'égyptologie de Paris, Berlin et Pise. Il partage de nombreux points de vue avec les britanniques John Gardner Wilkinson et George Rawlinson, sans qu'ils ne parviennent à collaborer.

## Ouvrages
- De lingua et literis veterum Aegyptiorum (1825)
- Clavis Aegyptiaca (1826)
- De Hieroglyphica Aegyptiorum scriptura (1826)
- Rudimenta Hieroglyphices (1826) version en ligne
- Beitraege zur Kenntniss der Literatur, Kunst, Mythologie und Geschichte des alten Aegypten (1826ff.)
- Thesaurus Copticus libri quattuor (1829)
- Alphabeta genuina Aegyptiorum (1840)
- Die Grundsätze der Mythologie und der alten Religionsgeschichte sowie der hieroglyphischen Systeme de Sacy's, Palin's, Young's, Spohn's, Champollion's, Janelli's und des Verfassers (1843) version en ligne
- Chronologia sacra. Untersuchungen über das Geburtsjahr des Herrn (1846) version en ligne
- Grammatica Aegyptiaca. Erste Anleitung zum Uebersetzen altägyptischer Literaturwerke nebst der Geschichte des Hieroglyphenschlüssels (1855) version en ligne
- Theologische Schriften der alten Aegypter. Nach dem Turiner Papyrus zum ersten Male übersetzt (1855) version en ligne
- Uebersicht neuer Entdeckungen in der biblischen Zeitrechnung, allgemeinen Weltgeschichte und aegyptischen Altertumskunde, nebst Übersetzung des ersten heiligen Buches der alten Aegypter (1857) version en ligne